# FX (Fernsehsender)
FX (Fox eXtended) ist ein US-amerikanischer Pay-TV-Kabelsender der Walt Disney Television, der am 1. Juni 1994 seinen Sendebetrieb aufnahm und Bestandteil von FX Networks ist.

## Sendungen

### Aktuelle Eigenproduktionen
- American Horror Story (seit 2011)
- American Crime Story (seit 2016)
- American Sports Story (seit 2024)
- English Teacher (seit 2024)
- Grotesquerie (seit 2024)
- Adults (seit 2025)

### Ehemalige Serien
- The Shield – Gesetz der Gewalt (The Shield, 2002–2008)
- Nip/Tuck – Schönheit hat ihren Preis (Nip/Tuck, 2003–2010)
- Rescue Me (2004–2011)
- Over There – Kommando Irak (Over There, 2005)
- It’s Always Sunny in Philadelphia (2005–2012, seit 2013 auf FXX)
- Dirt (2007–2008)
- The Riches (2007–2008)
- Damages – Im Netz der Macht (Damages, 2007–2010, 2011–2012 auf DirecTV)
- Sons of Anarchy (2008–2014)
- Archer (2009–2016, seit 2017 auf FXX)
- The League (2009–2012, 2013–2015 auf FXX)
- Louie (2010–2015)
- Terriers (2010)
- Justified (2010–2015)
- Lights Out (2011)
- Wilfred (2011–2013, 2014 auf FXX)
- Anger Management (2012–2014)
- The Americans (2013–2018)
- Legit (2013, 2014 auf FXX)
- The Bridge – America (The Bridge, 2013–2014)
- Fargo (2014–2024)
- The Strain (2014–2017)
- Tyrant (2014–2016)
- You’re the Worst (2014, 2015–2019 auf FXX)
- Sex&Drugs&Rock&Roll (2015–2016)
- The Bastard Executioner (2015)
- Atlanta (2016–2022)
- Baskets (2016–2019)
- Better Things (2016–2022)
- Feud – Die Feindschaft zwischen Bette und Joan (Feud, 2017)
- Legion (2017–2019)
- Snowfall (2017–2023)
- What We Do in the Shadows (2019–2024)
- Pose (2018–2021)
- Mayans M.C. (2018–2023)
- Mr Inbetween (2018–2021)
- Fosse/Verdon (2019)
- Black Narcissus (2020)
- Breeders (2020–2023)
- The Old Man (2022–2024)
- Justified: City Primeval (2023)

### Wiederholte Serien
- Practice – Die Anwälte (The Practice, seit 2004)
- Die wilden Siebziger (That ’70s Show, seit 2004)
- Chaos City (Spin City, seit 2005)
- Malcolm mittendrin (Malcolm in the Middle, seit 2007)
- The Bernie Mac Show (seit 2008)
- Futurama (seit 2010)
- Family Guy (seit 2011)
- Nash Bridges (seit 2011)

## FX on Hulu

Logo von FX on Hulu

FX on Hulu ist ein eigener Bereich von FX Networks beim Streaminganbieter Hulu, der am 2. März 2020 startete. Zusätzlich zu den meisten FX-Originalprogrammen und dem Abruf von Episoden einen Tag nach der ursprünglichen Ausstrahlung aktueller FX-Serien, produziert FX neue Originalserien speziell für Hulu. Hulu befindet sich im Besitz von Disney, dem Mutterkonzern von FX.
Eigenproduktionen für FX on Hulu
- A Teacher (Miniserie, 2020)
- Devs (Miniserie, 2020)
- Mrs. America (Miniserie, 2020)
- American Horror Stories (Serie, seit 2021)
- Reservation Dogs (Serie, 2021–2023)
- The Premise (Serie, 2021)
- Y: The Last Man (Serie, 2021)
- The Bear: King of the Kitchen (Serie, seit 2022)
- Fleishman Is in Trouble (Miniserie, 2022)
- Kindred: Verbunden (Serie, 2022)
- Mord im Auftrag Gottes (Miniserie, 2022)
- The Patient (Miniserie, 2022)
- Pistol (Miniserie, 2022)
- A Murder at the End of the World (Miniserie, 2023)
- Class of ’09 (Miniserie, 2023)
- Ganz oder gar nicht: Die Serie (Miniserie, 2023)
- Clipped (Miniserie, 2024)
- Say Nothing (Miniserie, 2024)
- Shōgun (Serie, seit 2024)
- The Veil (Miniserie, 2024)
- Alien: Earth (Serie, seit 2025)
- Dying for Sex (Miniserie, 2025)